# Torre del Aguiló
La torre del Aguiló es una torre defensiva construida en el siglo XVI bajo el reinado de Felipe II que se sitúa en el término municipal de Villajoyosa (Alicante) España. Y que formó parte del sistema de vigilancia costera contra la piratería.

## Descripción
Se trata de una torre prismática de base cuadrada de cuatro metros de lado y ocho de altura. Su base hasta unos tres metros de altura es maciza y se encuentra ataludada, situándose sobre ella la dependencia de los vigilantes, cuadrada, terminada en bóveda circular y con huecos en las cuatro fachadas. En lo alto existió un matacán del que solo quedan dos ménsulas.
La fábrica está realizada en mampostería irregular, siendo más homogénea en la cara exterior. En las esquinas y en el hueco de acceso a la dependencia de los vigilantes se empleó sillarejo.